# Château de Bruck
Le château de Bruck est situé à Lienz, dans le land du Tyrol, en Autriche. Il est construit entre 1252 et 1277 par les comtes de Görz sur un emplacement occupé depuis l’âge du bronze. Ceux-ci l’habitent jusqu’à leur extinction en 1500, le château entrant ensuite dans le domaine impérial. Il n’y reste que peu de temps, étant vendu par Maximilien Ier à son conseiller Michael von Wolkenstein-Rodenegg en 1501. Cette famille l’habite à son tour jusqu’en 1608 avant de le quitter pour une résidence plus confortable. Il devient alors successivement une caserne, une auberge et un entrepôt. Il abrite depuis 1943 le musée de la ville de Lienz.